# افشارآباد (مشکان)
افشارآباد یا تلمبه افشار، روستایی از توابع دهستان مشکان بخش مشکان شهرستان نی‌ریز در استان فارس ایران است.